# Eastbourne Motor Works
Die Eastbourne Motor Works waren ein britischer Automobilhersteller, der zwischen 1905 und 1906 in Eastbourne (Sussex) ansässig war.
Der Eastbourne war mit einem Zweizylinder-Reihenmotor von Aster ausgestattet, der 1,7 l Hubraum besaß. Die Wagen wurden vorwiegend in Sussex verkauft.

## Quelle
- David Culshaw & Peter Horrobin: The Complete Catalogue of British Cars 1895–1975. Veloce Publishing, Dorchester 1997, ISBN 1-874105-93-6.